# マルタ・ビジャロボス
マルタ・ガルシア・メヒア（Martha García Mejía、女性、1964年1月13日 - ）は、メキシコのプロレスラー。メキシコシティ出身。最も知られるリングネームはマルタ・ビジャロボス（Martha Villalobos）。

## 来歴
父、Panchito Villalobosの下でトレーニングを積み、1979年デビュー。
W★INGプロモーションへも来日し、スレイマが持つUWA世界女子王座にも挑戦した。
AAAへ移籍し、2005年に母の死をきっかけに引退。AAAも退団し、LOS REYES DEL RINGを旗揚げ。

## タイトル
AAA
- AAAレイナ・デ・レイナス王座[3]

CBLL
- メキシコナショナル女子王座[4][5]
- メキシコナショナル女子タッグチーム王座（w/パンテラ・スレーニャ）[5][6]

FILL
- FILL女子王座

その他
- 北メキシコ女子王座
- メヒコ州女子王座